# Euphorbia susannae
Euphorbia susannae ist eine sukkulente Pflanzenart in der Gattung Wolfsmilch (Euphorbia) aus der Familie der Wolfsmilchgewächse (Euphorbiaceae).

## Beschreibung
Euphorbia susannae sind kleine, sukkulente Sträucher mit rüben- bis knollenförmigen Wurzeln, die nur basal verzweigen. Die gedrückt kugeligen bis zylindrischen Zweige sind an den Stirnseiten abgeflacht und haben einen Durchmesser von etwa 3 bis 7 cm. Es kommen zwei unterschiedliche Wuchsformen vor: In einigen Populationen, die auch der ursprünglichen Beschreibung entsprechen, verzweigen die Pflanzen unterirdisch. Hier bleiben die nur etwa drei cm dicken Zweige vorwiegend unterirdisch, so dass nur ihre Enden wenig erhaben und in etwa einer Ebene aus dem Boden herausschauen. In anderen Populationen verzweigen die Pflanzen dagegen etwa auf Bodenniveau und bilden dann mit bis zu sieben cm dicken Zweigen dichte, aufgewölbte Polster von bis zu 30 cm Durchmesser. Die 12 bis 16 Rippen der Pflanzen sind in senkrechte bis schwach spiralig verlaufende Warzen aufgelöst. Diese Warzen sind anfangs winzig behaart und laufen, teils leicht nach außen gebogen, spitz zu. Auf den Warzenspitzen sitzen fadenförmige, etwa zwei bis drei mm lange, schnell hinfällige Blätter.
Es handelt sich um zweihäusig getrenntgeschlechtige Pflanzen (diözisch). Die Cyathien der männlichen Pflanzen stehen einzeln oder einfachen Zymen (mit einem zentralen Cyathium und zwei seitlichen Cyathien) auf etwa 4 mm hohen Stielen. Die Cyathien der weiblichen Pflanzen sitzen ungestielt einzeln. Die fünf gelblich-grünen Nektardrüsen der Cyathien sind länglich oval und berühren sich fast.
Es werden purpurfarbene bis fast schwarze Kapselfrüchte von etwa 4 mm Durchmesser gebildet. Diese entlassen bei Reife explosiv die etwa 1,5 mm dicken, fast kugeligen Samen.

## Vorkommen
Diese Art wächst endemisch nur in einem recht begrenzten Gebiet innerhalb der kleinen Karoo zwischen Ladismith und Barrydale.
Die Pflanzen stehen in sandigen bis kieseligen Böden fast immer im Schatten und Schutz von Begleitvegetation.

## Systematik
Die ersten Pflanzen wurden 1925 von John Muir aufgesammelt. Die Erstbeschreibung erfolgte 1929 durch Rudolf Marloth. Benannt wurde die Art nach Muirs Frau Susanna. Da dieser weibliche Vorname manchmal auch Suzanna geschrieben wird, kam es in englischsprachigen Ländern immer wieder zu Veröffentlichungen unter dem Synonym Euphorbia suzannae.

## Bilder

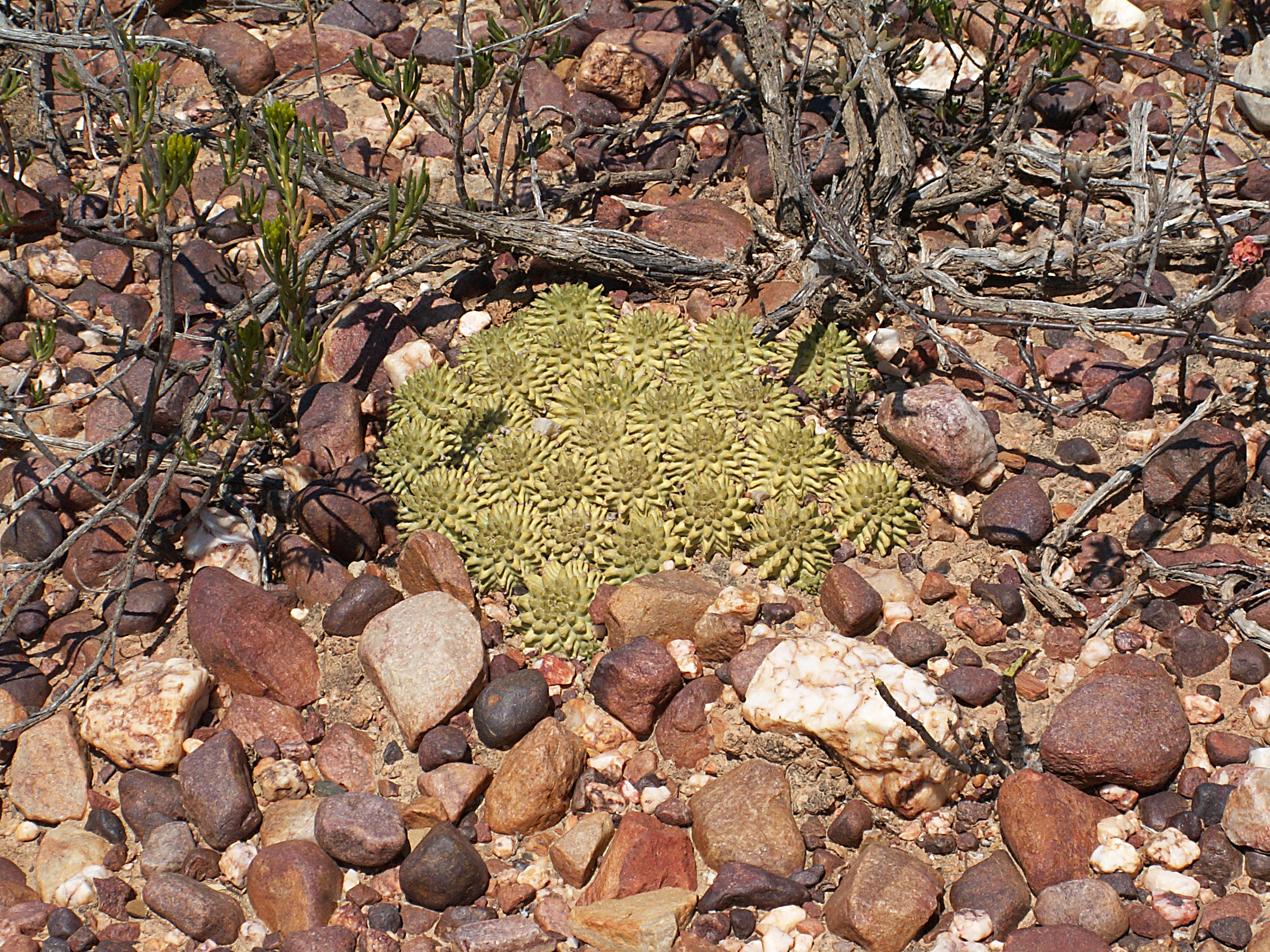
Flachwüchsige Pflanze im Habitat, nahe Barrydale, Südafrika
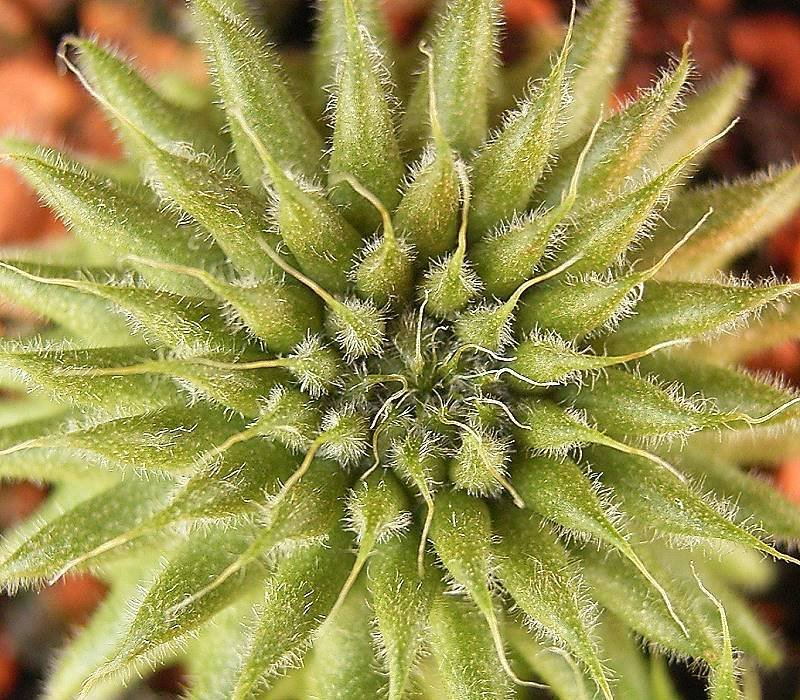
Fadenförmige Blätter im Scheitelbereich
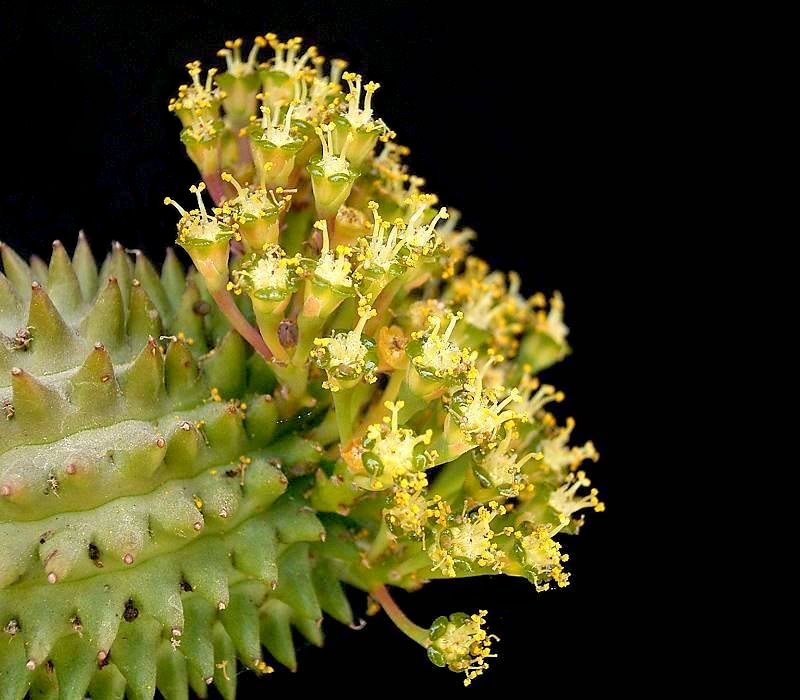
Cyathien einer männlichen Pflanze
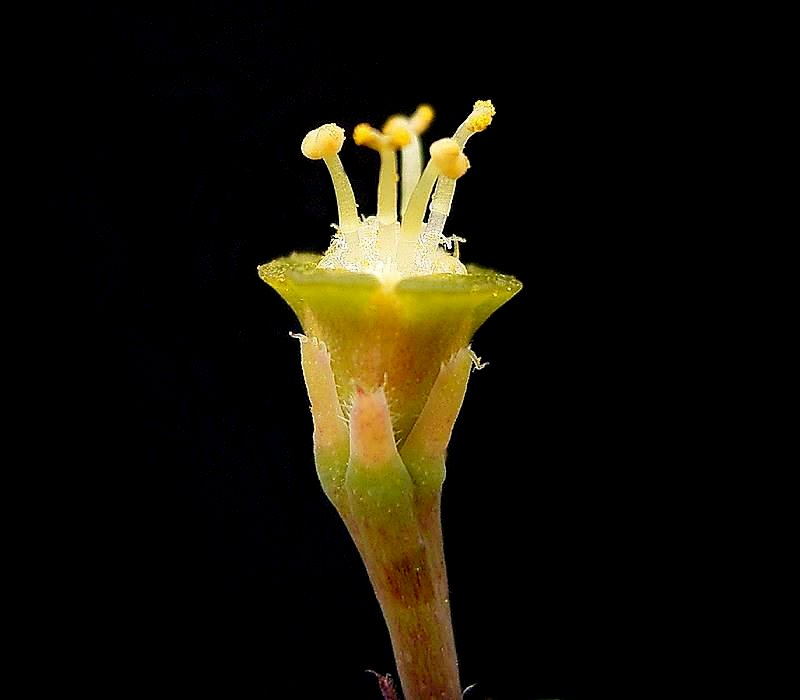
Einzelnes männliches Cyathium
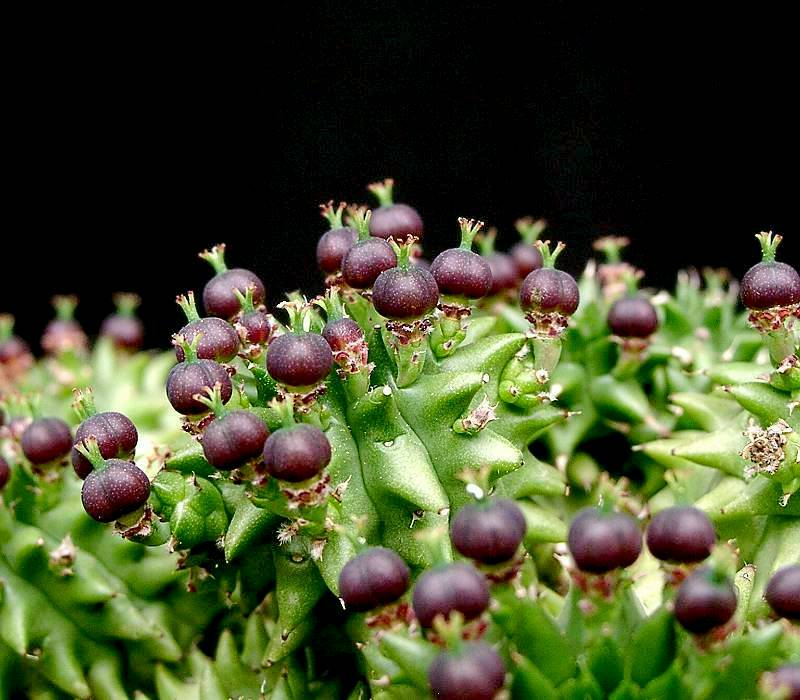
Weibliche Pflanze mit Früchten
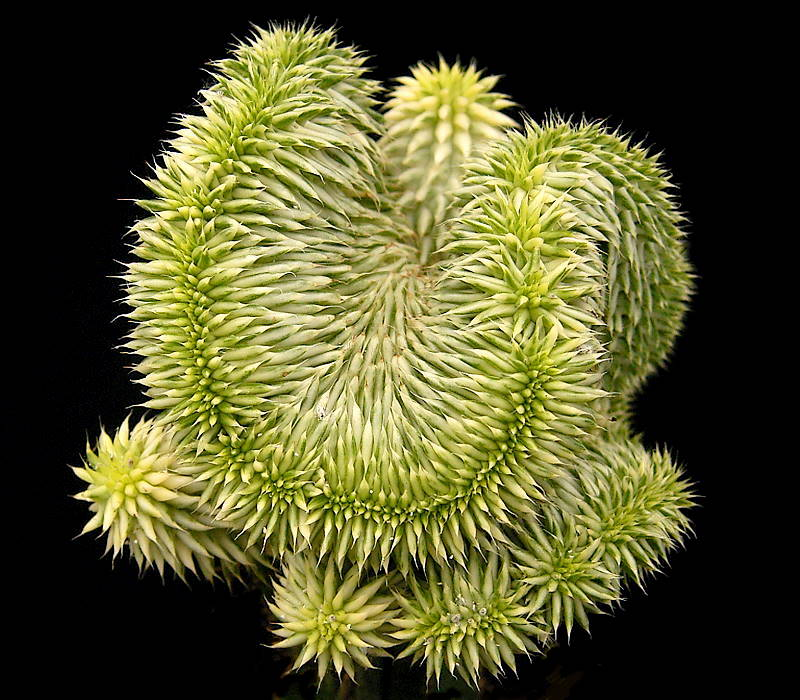
Variegate Kammform